# Zyklon B
 Denne artikel omhandler giftgassen. Opslagsordet har også en anden betydning, se Zyklon-B (band).
Zyklon B  er en hurtigt virkende gift bestående af den flygtige blåsyre stabiliseret med forskellige kemikalier, evt. opsuget i porøse medier og evt. tilsat duftstof som advarsel. Zyklon B blev udviklet som skadedyrsbekæmpelsesmiddel af den tyske kemikalievirksomhed Degesch i 1921 og sat i produktion i Tyskland af I.G. Farben.
I.G. Farben var et kemikartel oprettet i 1925, bestående af BAYER, Hoechst, BASF, Agfa, Casella, Huels, Kalle samt andre små virksomheder.
I Nazityskland i 1930'erne og 40'erne startede man med henrettelser ved massenedskydninger, men gik siden over til en industriel udryddelse af jøder, sigøjnere, og andre uønskede med Zyklon B. Fremgangsmåden var at dræbe ofrene i et gaskammer. Man lukkede dørene og Zyklon B gas blev ledt ind i rummet. Mindst 1,1 million blev på den måde dræbt i koncentrationslejrene.
Varemærket Zyklon B  eksisterede frem til 1970érne.